# گاما (چاد)
گاما (به عربی: قاما) یک منطقهٔ مسکونی در چاد است که در حجر لمیس واقع شده‌است.